# Kotten (Winterswijk)

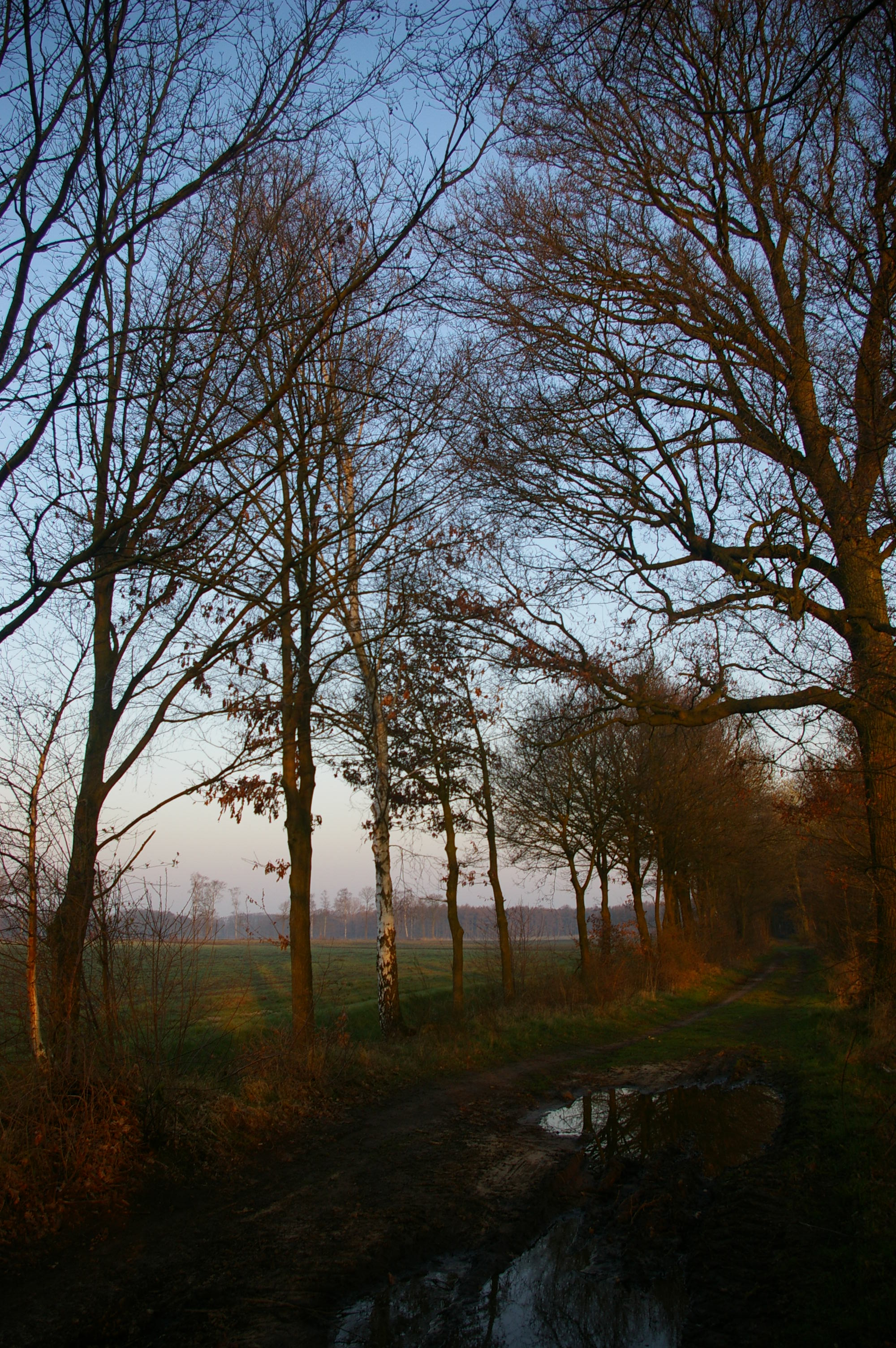
Der Scholtenpfad in der Nähe von Kotten bei Winterswijk

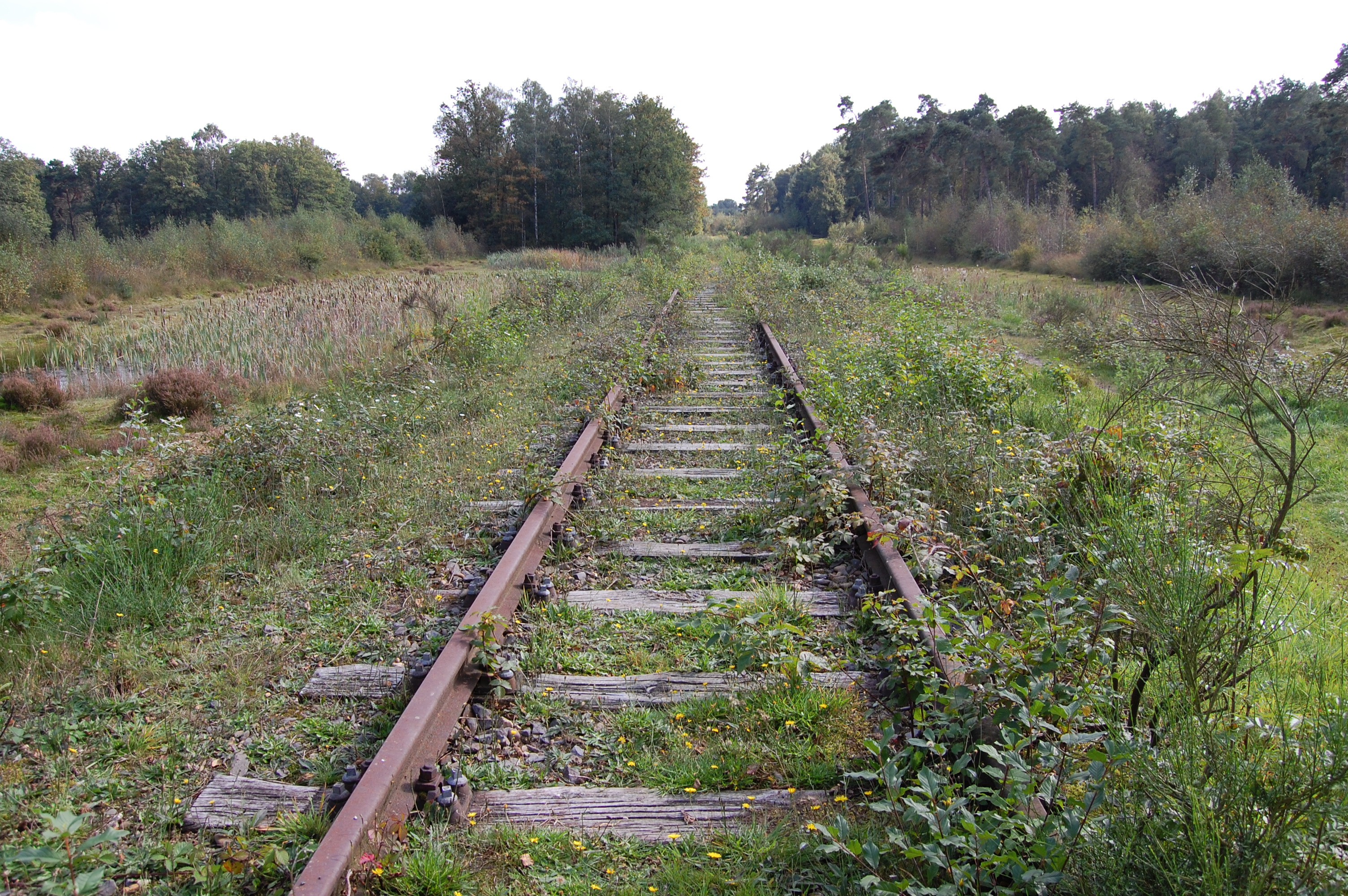
Ehemalige Bahnstrecke bei Kotten

Kotten  ist ein Ortsteil der niederländischen Gemeinde Winterswijk im Achterhoek in der Provinz Gelderland nahe der deutschen Grenze. Sie befindet sich in dem Dreieck Winterswijk,  Oeding (Gemeinde Südlohn) und Burlo (Stadt Borken). Die ländlich geprägte Streusiedlung, die keinen wirklichen Ortskern besitzt, hat eine Fläche von 11,33 km² und zählt gut 625 Einwohner (Stand 1. Januar 2024). Durch Kotten verlief die heute auf dem niederländischen Abschnitt stillgelegte und teilweise abgebaute Bahnstrecke Winterswijk–Gelsenkirchen-Bismarck.